# Atto pubblico

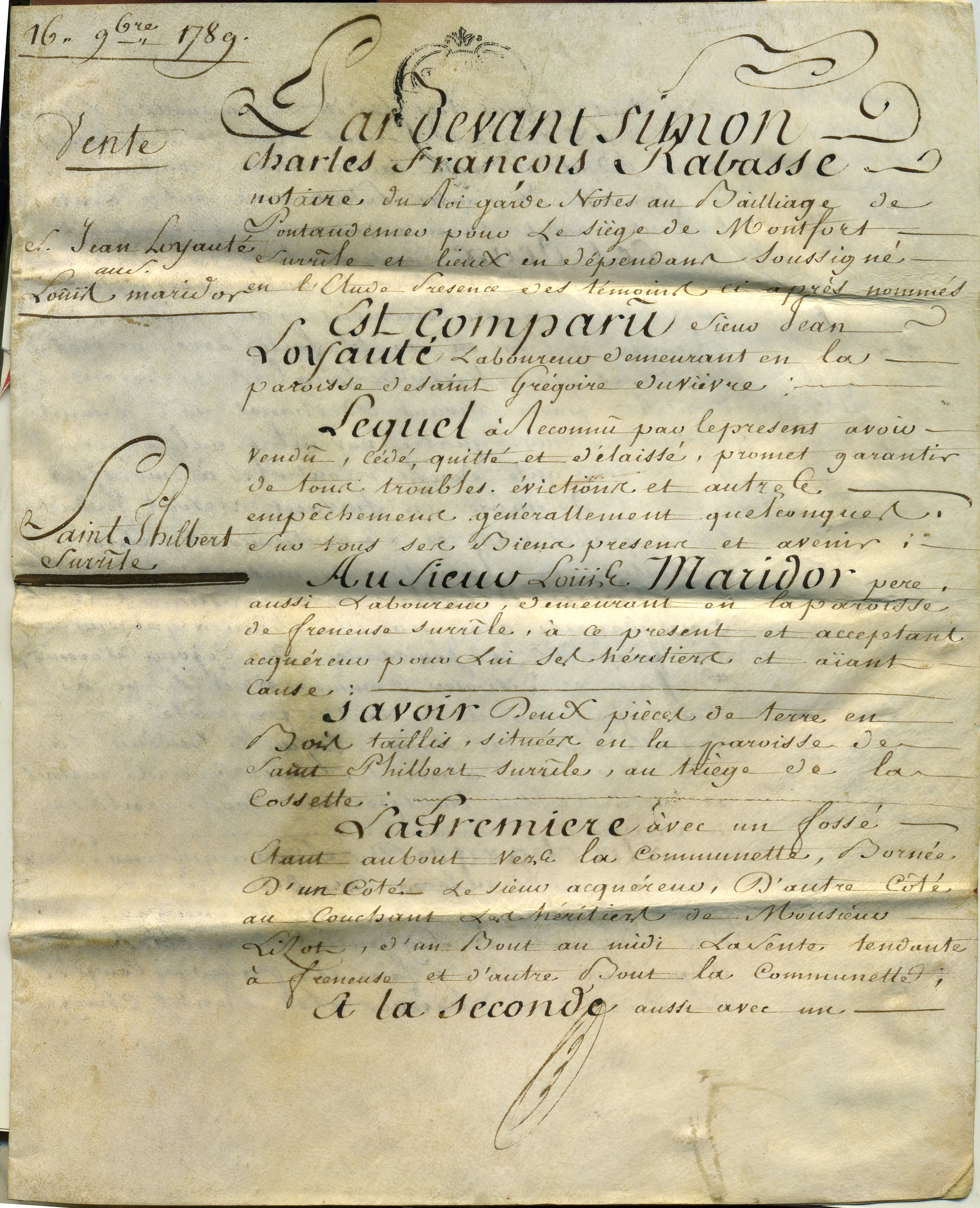
Un atto notarile francese di vendita del 1789

L'atto pubblico (detto anche atto autentico o scrittura pubblica) è un documento a cui sono riconosciute particolari caratteristiche giuridiche.

## Caratteri generali
L'atto pubblico fa prova legale in quanto il fatto o l'atto s'intende senz'altro provato dallo stesso, senza che il giudice possa effettuare alcuna valutazione discrezionale al riguardo. La controparte può, però, contestare l'attendibilità dell'atto pubblico, privandolo della sua efficacia probatoria, in alcuni ordinamenti (ad esempio, Germania) semplicemente fornendo la prova contraria, in altri (ad es., Francia e Italia) attraverso uno speciale procedimento giurisdizionale, che in Italia prende il nome di querela di falso in atto pubblico nei confronti del pubblico ufficiale.
La maggioranza degli ordinamenti civil law, con la notevole eccezione dei paesi nordeuropei (Svezia, Finlandia, Danimarca ecc.), conosce una particolare specie di atto pubblico, l'atto notarile, rogato ossia redatto con le prescritte formalità da un notaio, libero professionista che esercita privatamente una funzione pubblica o, in qualche ordinamento, funzionario pubblico (è il caso del Land tedesco del Baden-Württemberg e del Brasile in passato e tuttora nello Stato di Bahia). In questi ordinamenti qualsiasi contratto o, più in generale, atto giuridico privato (salvo sia prescritta una forma speciale: si pensi al matrimonio) può essere fatto in forma di atto pubblico con la partecipazione del notaio, forma che, per certi atti, è addirittura imposta dall'ordinamento ai fini della validità o della prova.
Negli ordinamenti di common law e nei paesi nordeuropei, invece, hanno natura di atto pubblico i soli documenti contenenti gli atti giuridici attraverso i quali gli uffici pubblici esercitano le loro funzioni. Non esistendo la figura del notaio, non è possibile redigere atti giuridici privati in forma di atto pubblico; è possibile la sola autenticazione delle firma - conosciuta anche dagli altri ordinamenti di civil law - che si limita ad attestarne la provenienza dalla persona che l'ha apposta e che, negli ordinamenti di common law, può essere fatta dal notary public, figura diversa dal notaio cd. latino dei paesi di civil law.

## Contenuto
Un atto pubblico può contenere:
- l'attestazione di atti giuridici (ad esempio, un contratto o un testamento) compiuti da soggetti diversi da quello che lo redige (è il caso dell'atto notarile);
- l'attestazione di meri fatti giuridici (è il caso degli atti dello stato civile);
- atti giuridici compiuti da chi lo redige (ad esempio, un provvedimento).

## Nel mondo

### Italia
Secondo l'ordinamento giuridico italiano, esso che fa prova legale di fatti o atti giuridici in quanto redatto, con le prescritte formalità, da un funzionario pubblico o da un privato che esercita una funzione pubblica (ossia da quello che in certi ordinamenti è denominato pubblico ufficiale), al quale l'ordinamento ha attribuito la relativa potestà.

### Diritto civile
Secondo l'art. 2699 del Codice civile "L'atto pubblico è il documento redatto, con le richieste formalità, da un notaio o da altro pubblico ufficiale autorizzato ad attribuirgli pubblica fede nel luogo dove l'atto è formato". Pubblico ufficiale, ai sensi dell'art. 357 del Codice penale, è chi esercita, anche temporaneamente, una funzione legislativa, amministrativa o giudiziaria con o senza rapporto di impiego con lo Stato o altro ente pubblico.
L'efficacia di prova legale è conferita all'atto pubblico dall'art. 2700 del Codice civile, laddove stabilisce che "fa piena prova, fino a querela di falso, della provenienza del documento dal pubblico ufficiale che lo ha formato, nonché delle dichiarazioni delle parti e degli altri fatti che il pubblico ufficiale attesta avvenuti in sua presenza o da lui compiuti".
Per quanto riguarda l'ambito di efficacia della prova, va osservato che il documento non fa piena prova del contenuto (ossia della veridicità) delle dichiarazioni dalle parti ma solo della provenienza delle stesse, cioè del fatto che le parti hanno materialmente effettuato quelle dichiarazioni in presenza del pubblico ufficiale.
Quando, per la validità o la prova di un atto, è richiesta la forma scritta, il più delle volte, nella pratica giuridica, questo è redatto per atto pubblico, al fine di conferire maggiore certezza e stabilità al regolamento d'interessi in esso realizzato. Si badi, però, che quando l'ordinamento si limita a richiedere la forma scritta, non è necessario l'atto pubblico, essendo sufficiente la scrittura privata, purché autenticata secondo le modalità previste dall'ordinamento.

### Diritto penale
All'atto pubblico si riferiscono anche alcune norme penali contenute, in particolare, nel Libro II, Titolo VII, Capo III del codice penale.
Secondo la dottrina e la giurisprudenza, però, la nozione penalistica di atto pubblico è più ampia di quella civilistica comprendendo, oltre ai documenti contemplati dall'art. 2699 Cod. civ., tutti quelli formati da un pubblico ufficiale o da un pubblico impiegato incaricato di pubblico servizio e compilati, con le prescritte formalità, per uno scopo di diritto pubblico, inerente all'esercizio della propria funzione o del pubblico servizio, al fine di comprovare un fatto giuridico o di attestare fatti da lui compiuti o avvenuti in sua presenza ed aventi rilevanza giuridica (Cass. 17-7-1990, n. 10414). In definitiva, nel concetto penalistico di atto pubblico rientrano:
- tutti gli atti pubblici di cui all'art. 2699 del Codice civile;
- qualsiasi documento interno di un pubblico ufficio che possa assumere carattere probatorio e rilevanza esterna ai fini della documentazione di fatti inerenti all'attività dell'ufficio cui è addetto l'autore e la regolarità delle sue operazioni amministrative (ad esempio, sono stati considerati atti pubblici i registri di protocollo e i fogli di raccolta delle firme di presenza dei dipendenti pubblici);
- qualsiasi documento che costituisca corrispondenza ufficiale di organi della pubblica amministrazione;
- qualsiasi documento redatto da un pubblico impiegato incaricato di un pubblico servizio nell'esercizio delle sue attribuzioni.